# Goronyosaurus
Goronyosaurus nigeriensis
Genre
Espèce
Synonymes
- Mosasaurus nigeriensis Swinton, 1930

Goronyosaurus est un genre éteint de Mosasauridae ayant vécu au Maastrichtien (Crétacé supérieur), il y a 70,6 à 66 millions d'années. Il a été découvert dans l'État de Sokoto dans le Nord-Ouest du Nigeria. Il n'est représenté que par une seule espèce, Goronyosaurus nigeriensis.

## Systématique
L'espèce Goronyosaurus nigeriensis a été initialement décrite en 1930 par William Elgin Swinton sous le protonyme de Mosasaurus nigeriensis.
En 1972 Augusto Azzaroli (d) et son équipe l'ont rattaché au genre Goronyosaurus créé à cet effet.

## Description

Taille moyenne de Goronyosaurus comparé à un Homo sapiens.

Goronyosaurus nigeriensis mesurait 6 à 8 mètres de long et pesait 2,5 à 3 tonnes.

## Galerie

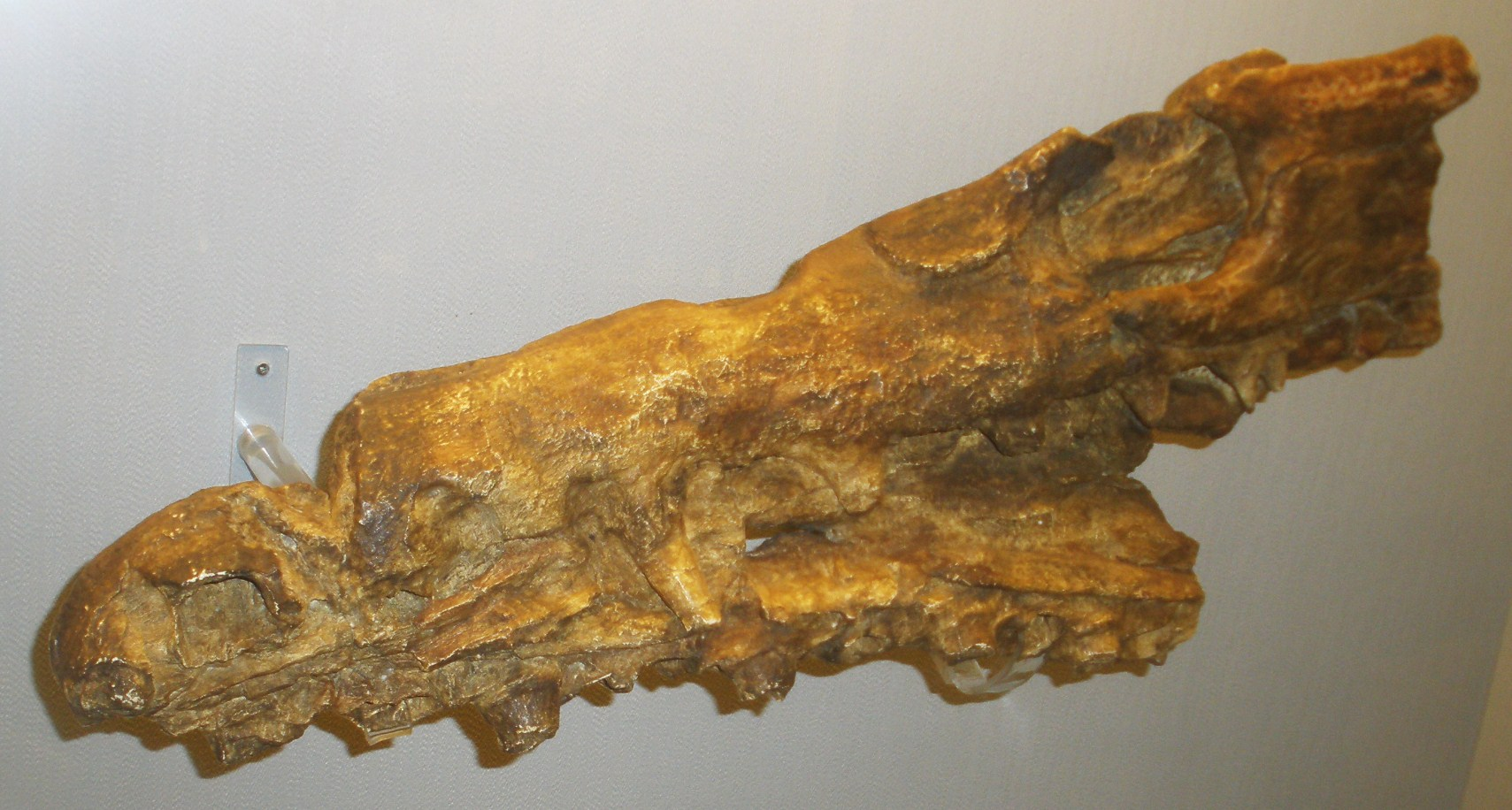
L'avant du crâne fossile de Goronyosaurus.
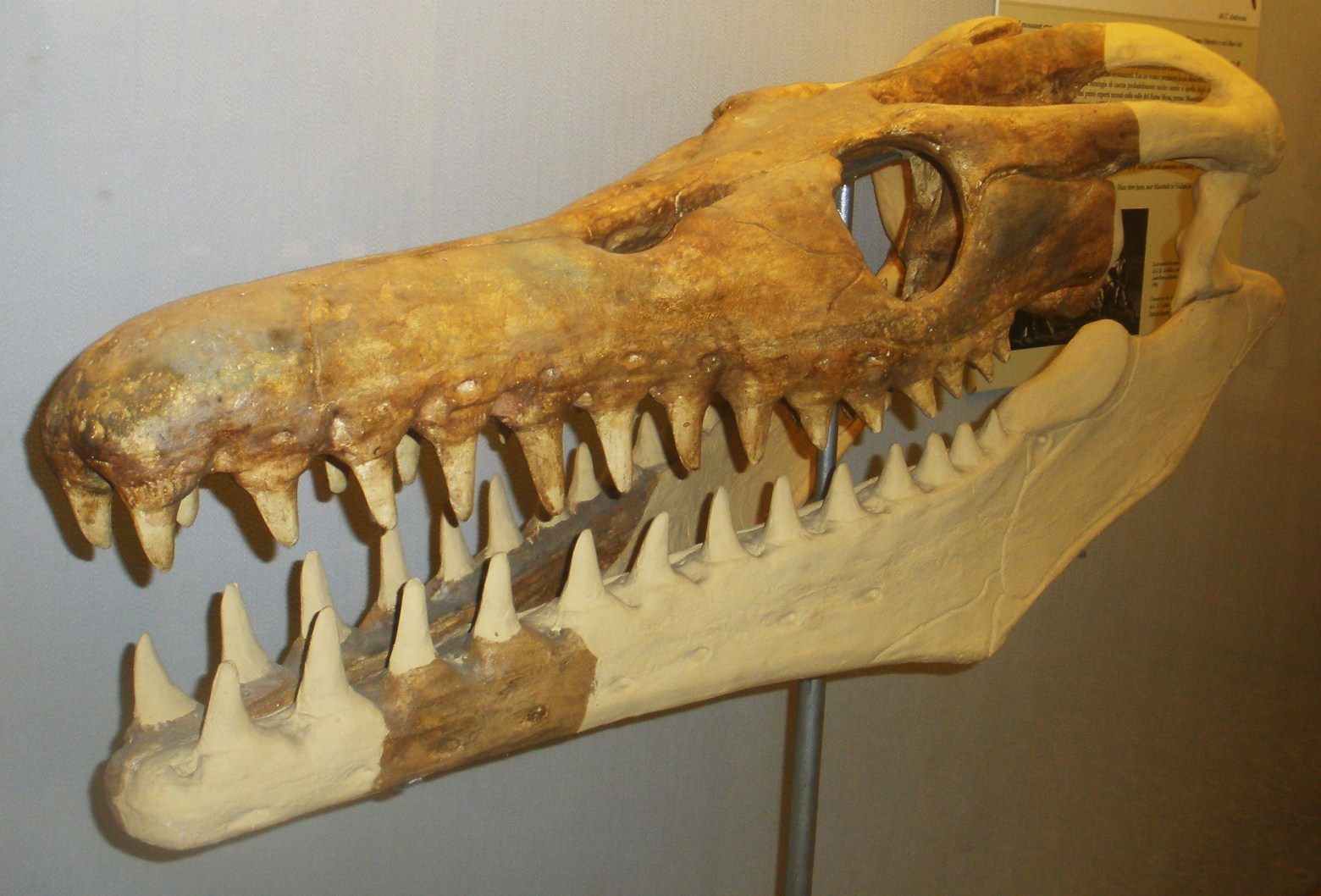
Mandibule reconstitué et reste complet du crâne de Goronyosaurus.

## Publication originale
- Genre Goronyosaurus :
  - (en) Augusto Azzaroli, Claudio De Giuli, Giovanni Ficcarellie et Danilo Torre, « An aberrant mosasaur from the Upper Cretaceous of north western Nigeria », Atti della Accademia Nazionale dei Lincei. Classe di Scienze Fisiche,Matematiche e Naturali. Rendiconti, Rome, 8e série, vol. 52, no 3,‎ 1972, p. 398–402 (lire en ligne, consulté le 17 mai 2021).
- Espèce Goronyosaurus nigeriensis (sous le taxon Mosasaurus nigeriensis) :
  - (en) William Elgin Swinton, « On Fossil Reptilia from Sokoto Province ; With a Preliminary Note on the Sedimentary Rocks of Sokoto Province », Bulletin Geological Survey of Nigeria, vol. 13,‎ 1930, p. 1-61.